# Davidești (okręg Aluta)
Davidești – wieś w Rumunii, w okręgu Aluta, w gminie Spineni. W 2011 roku liczyła 63 mieszkańców. 